# Brooks (Maine)
Brooks es un pueblo ubicado en el condado de Waldo en el estado estadounidense de Maine. En el Censo de 2010 tenía una población de 1.078 habitantes y una densidad poblacional de 16,41 personas por km².

## Geografía
Brooks se encuentra ubicado en las coordenadas 44°32′15″N 69°7′18″O / 44.53750, -69.12167. Según la Oficina del Censo de los Estados Unidos, Brooks tiene una superficie total de 65.7 km², de la cual 63.89 km² corresponden a tierra firme y (2.76%) 1.81 km² es agua.

## Demografía
Según el censo de 2010, había 1.078 personas residiendo en Brooks. La densidad de población era de 16,41 hab./km². De los 1.078 habitantes, Brooks estaba compuesto por el 96.66% blancos, el 0.37% eran afroamericanos, el 0.83% eran amerindios, el 0.37% eran asiáticos, el 0% eran isleños del Pacífico, el 0.09% eran de otras razas y el 1.67% pertenecían a dos o más razas. Del total de la población el 0.56% eran hispanos o latinos de cualquier raza.